# Alfaj

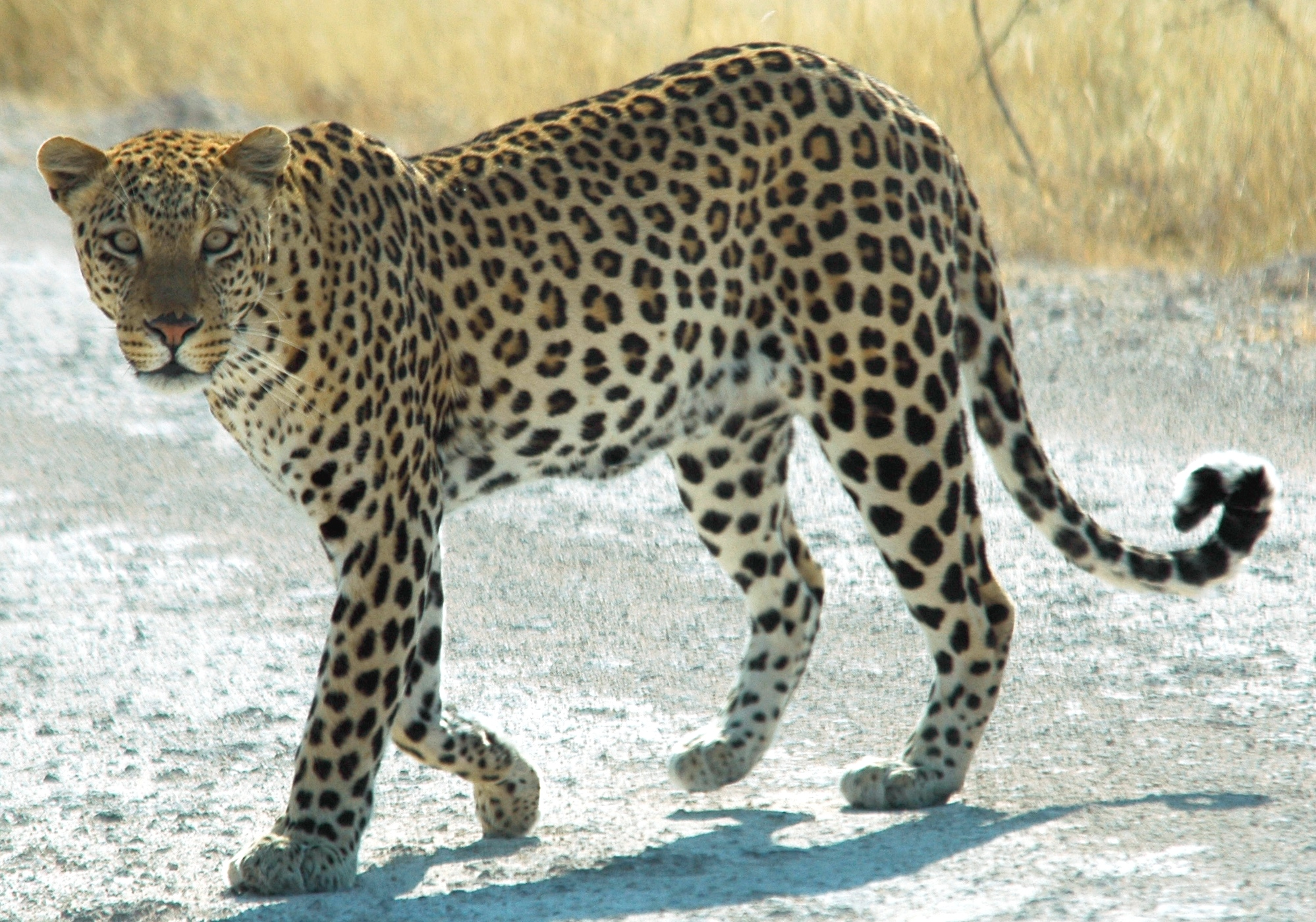
A leopárd egyik alfaja az afrikai leopárd,

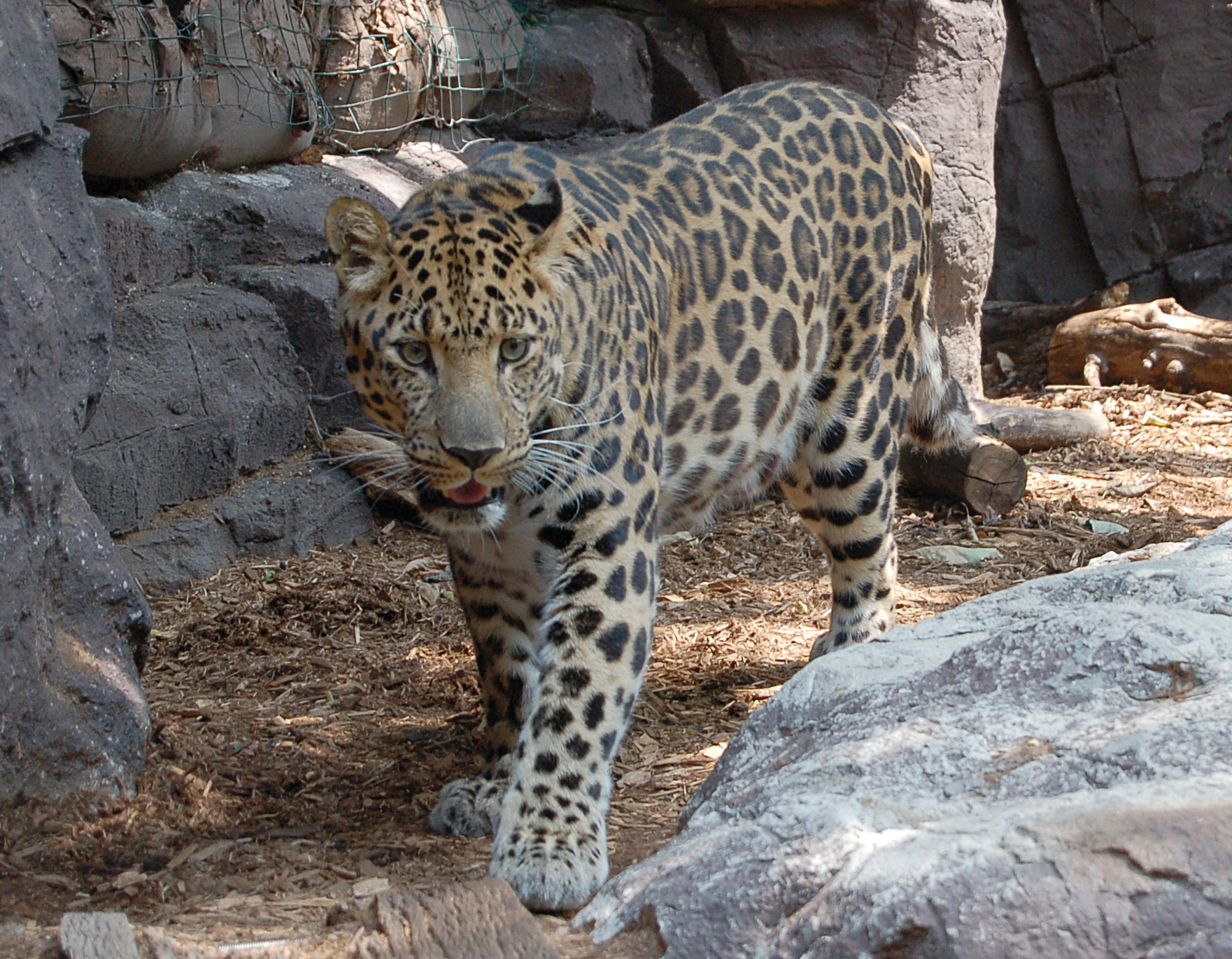
egy másik alfaja az amuri leopárd.

A fekete párduc is leopárd, de nem alfaj, mert nincs elkülönült földrajzi elterjedése. Ez a színváltozat különböző leopárd-alfajokon belül egyaránt előfordulhat.

Az alfaj (latinul: subspecies) a zoológiában és a botanikában a fajon belüli ún. másodrendű taxonómiai egység. 
Egy állat- vagy növényfajon belül a különböző populációkat akkor tekintjük eltérő alfajoknak,
- ha öröklődő tulajdonságaikban jelentősen különböznek (az alfajok közti különbség lényegesen nagyobb mint az alfajon belüli egyedi variabilitás),
- és  ha eltérő földrajzi elterjedési területük van. Az elterjedési terület határán az eltérő alfajok természetesen szabadon kereszteződnek és átmeneti formákat hoznak létre.

Így például a leopárd számos, morfológiailag eltérő, és földrajzilag elkülönült alfajra tagolódik, ilyenek az afrikai leopárd (Panthera pardus pardus), amuri leopárd (Panthera pardus orientalis), ázsiai leopárd (Panthera pardus fusca), indokínai leopárd (Panthera pardus delacouri) stb. Nem leopárd-alfaj viszont a fekete párduc – hanem változat –, hiszen ez a színváltozat, bár első látásra markánsan eltérőnek tűnik, de a sárga-fekete mintás színváltozattal keverten fordul elő, akár egyazon alomban vegyesen is. 

## Az alfaj jelölése a tudományos nevekben
Az alfaj latin neve mindig három szóból áll:
- 1. szó (nagybetűvel) – azonosítja a genust (növényeknél és gombáknál nemzetség, állatoknál nem),
- 2. szó (kisbetűvel) – a fajt,
- 3. szó (kisbetűvel) – az alfajt.

## Az alfajon belüli egységek
Szükség esetén az alfajon belül egyes esetekben elkülöníthetők változatok (varietas) mint harmadrendű taxonómiai egységek. 
Mesterséges szelekcióval (tenyésztéssel) a háziasított növények és állatok fajain belül fajták (cultivar) hozhatók létre. Ez azonban nem rendszertani (taxonómiai) kategória.